# Voltait
Voltait ist ein selten vorkommendes Mineral aus der Mineralklasse der „Sulfate (und Verwandte)“. Es kristallisiert im kubischen Kristallsystem mit der chemischen Zusammensetzung K2Fe52+Fe33+Al[SO4]12·18H2O und ist damit chemisch gesehen ein wasserhaltiges Kalium-Eisen-Aluminium-Sulfat.
Voltait entwickelt meist oktaedrische oder dodekaedrische Kristalle und Kombinationen bis etwa zwei Zentimetern Größe, aber auch körnige bis massige Mineral-Aggregate und Ausblühungen von dunkelgrüner bis schwarzer Farbe bei graugrüner Strichfarbe.
Das Mineral ist gewöhnlich undurchsichtig und nur in dünnen Schichten grün durchscheinend. Die spröden Kristalle brechen muschelig wie Glas und weisen auf ihren Flächen einen harzähnlichen Glanz auf. Mit einer Mohshärte von 3 gehört Voltait ähnlich wie das Referenzmineral Calcit zu den mittelharten Mineralen, die sich mit einer Kupfermünze ritzen lassen.

## Etymologie und Geschichte
Erstmals entdeckt wurde Voltait an den Fumarolen der Solfatara bei Pozzuoli in der italienischen Region Kampanien.
Eine erste Erwähnung des Minerals stammt von Scipione Breislak, der es 1792 in einem „Essai minerologique sur la solfatare de Puozzole“ beschreibt. Eindeutig analysiert wurde Voltait aber erst 1841 durch Arcangelo Scacchi, der das Mineral nach Alessandro Volta benannte, um dessen Leistung auf den Gebieten der Physik und Elektrizität zu ehren.
Ein von A. Paulinyi 1867 beschriebenes und von ihm als Pettkoit bezeichnetes Mineral aus Kremnitz (Kremnica) in der Slowakei wurde nach Prüfung durch Gustav Tschermak als Voltait identifiziert. Die Zweitbezeichnung Pettkoit musste daher zurückgezogen werden.
Ein zunächst für ein Tellur-Analogon des Voltait gehaltenes, dunkelgrünes Mineral aus Baia Sprie (Rumänien) wurde 1965 von Manilici et al. beschrieben und als Monsmedit bezeichnet. Neuere Untersuchungen ergaben allerdings, dass das Mineral mit Voltait identisch ist, woraufhin der Name Monsmedit diskreditiert wurde.
Da der Voltait bereits lange vor der Gründung der International Mineralogical Association (IMA) bekannt und als eigenständige Mineralart anerkannt war, wurde dies von ihrer Commission on New Minerals, Nomenclature and Classification (CNMNC) übernommen und bezeichnet den Voltait als sogenanntes „grandfathered“ (G) Mineral. Die ebenfalls von der IMA/CNMNC anerkannte Kurzbezeichnung (auch Mineral-Symbol) lautet „Vlt“.
Ein Aufbewahrungsort für das Typmaterial des Minerals ist bisher nicht bekannt.

## Klassifikation
In der veralteten 8. Auflage der Mineralsystematik nach Strunz gehörte der Voltait zur Mineralklasse der „Sulfate, Chromate, Molybdate, Wolframate“ und dort zur Abteilung „Wasserhaltige Sulfate ohne fremde Anionen“, wo er als einziger Vertreter im Anhang zur „Alaun-Gruppe“ mit der Systemnummer VI/C.08 und den Hauptmitgliedern Alaun-(K), Alaun-(Na) und Tschermigit steht.
In der zuletzt 2018 überarbeiteten Lapis-Systematik nach Stefan Weiß, die formal auf der alten Systematik von Karl Hugo Strunz in der 8. Auflage basiert, erhielt das Mineral die System- und Mineralnummer VI/C.14-050. Dies entspricht der Klasse der „Sulfate, Chromate, Molybdate und Wolframate“ und dort der Abteilung „Wasserhaltige Sulfate, ohne fremde Anionen“, wo Voltait zusammen mit Alaun-(K), Alaun-(Na), Ammoniomagnesiovoltait, Lanmuchangit, Lonecreekit, Pertlikit, Tschermigit und Zincovoltait eine unbenannte Gruppe mit der Systemnummer VI/C.14 bildet.
Die von der International Mineralogical Association (IMA) zuletzt 2009 aktualisierte 9. Auflage der Strunz’schen Mineralsystematik ordnet den Voltait in die Klasse der „Sulfate (Selenate, Tellurate, Chromate, Molybdate und Wolframate)“ und dort in die Abteilung „Sulfate (Selenate usw.) ohne zusätzliche Anionen, mit H2O“ ein. Hier ist das Mineral in der Unterabteilung „Mit mittelgroßen und großen Kationen“ zu finden, wo es zusammen mit Pertlikit und Zincovoltait die „Voltaitgruppe“ mit der Systemnummer 7.CC.25 bildet.
In der vorwiegend im englischen Sprachraum gebräuchlichen Systematik der Minerale nach Dana hat Voltait die System- und Mineralnummer 29.09.01.01. Das entspricht der Klasse der „Sulfate, Chromate und Molybdate“ und dort der Abteilung „Wasserhaltige Säuren und Sulfate“. Hier findet er sich innerhalb der Unterabteilung „Wasserhaltige Säuren und Sulfate mit verschiedenen Formeln“ in der „Voltaitgruppe“, in der auch Zincovoltait und Pertlikit eingeordnet sind.

## Kristallstruktur
Voltait kristallisiert kubisch in der Raumgruppe Fd3c (Raumgruppen-Nr. 228) mit dem Gitterparameter a = 27,25 Å sowie 16 Formeleinheiten pro Elementarzelle.

## Eigenschaften
In Wasser zersetzt sich Voltait und bildet eine säurehaltige Lösung mit zitronengelbem Rückstand. Er ist ebenfalls löslich in Säuren.

## Bildung und Fundorte

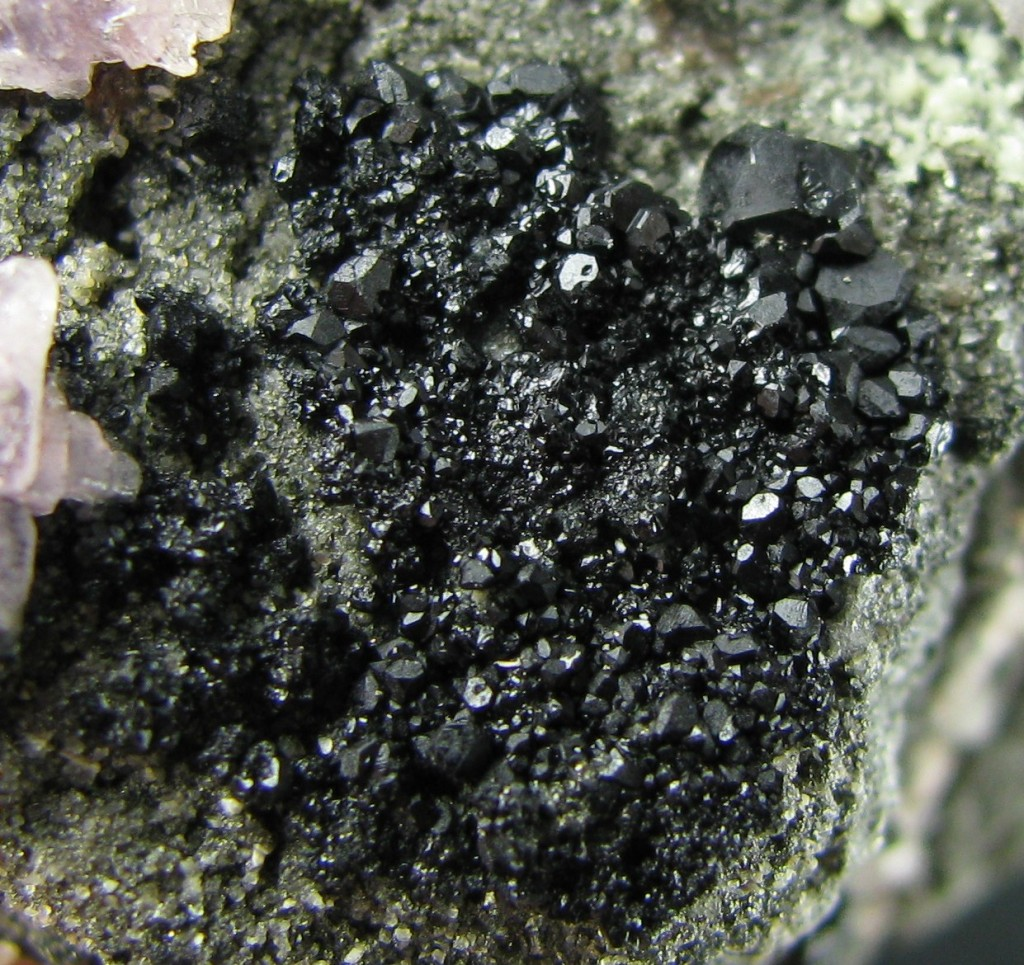
Voltait und Coquimbit (ganz links, violett) aus dem Bergwerk Dexter Nr. 7 bei Calf Mesa, San Rafael, Emery County, Utah, USA (Gesamtgröße der Stufe: ca. 2,54 cm × 2,54 cm × 2,54 cm)

Voltait bildet sich sekundär als Umwandlungsprodukt in Pyrit-Lagerstätten, vorwiegend unter ariden Bedingungen, wo er möglicherweise auch aufgrund von Bergbautätigkeiten sekundär entstehen kann. Begleitminerale sind unter anderem Alunogen, Botryogen, Copiapit, Coquimbit, Goldichit, Halotrichit, Hexahydrit, Jarosit, Krausit, Melanterit, Metavoltin, Pickeringit, Rhomboklas und Römerit.
Als seltene Mineralbildung konnte Volait nur an wenigen Fundorten nachgewiesen werden, wobei bisher rund 120 Fundorte dokumentiert sind (Stand: 2023). Neben seiner Typlokalität „Solfatara di Pozzuoli“ trat das Mineral in Italien noch im „Atrio del Cavallo“ zwischen Vesuv und Monte Somma, an mehreren Stellen auf der Insel Vulcano (Sizilien) sowie in den Gruben Campiano (Montieri), Pereta, Cape Calamita (Capoliveri) und Cava del Ferro (Fornovolasco) in der Toskana auf.
In Deutschland fand man Voltait bisher in der Grube Clara bei Oberwolfach (Baden-Württemberg), der Grube „Bayerland“ bei Pfaffenreuth (Leonberg (Oberpfalz)), am Rammelsberg (Niedersachsen), in den nordrhein-westfälischen Gruben bzw. Zechen Anna, Julia und Auguste Victoria, der „Grube Einheit“ bei Elbingerode (Sachsen-Anhalt), den Gruben „Carola“ und „Willi Agatz“ bei Dresden (Sachsen) sowie ehemals auch in den Absetzerhalden bei Ronneburg (Thüringen).
In Österreich konnte Voltait bisher nur in der Steiermark, genauer bei Zangtal im Braunkohlelager von Köflach-Voitsberg und im Steinbruch Spitzmühle bei Leutschach gefunden werden.
Der einzige bisher bekannte Fundort in der Schweiz ist Les Valettes am Mont Chemin bei Martigny im Kanton Wallis.
Weitere Fundorte liegen unter anderem in Argentinien, Australien, Belgien, Bolivien, Chile, China, Griechenland, Frankreich, Iran, Japan, Kanada, Mexiko, Polen, Slowakei, Spanien, Tadschikistan, Tschechien, Ungarn, den Vereinigten Staaten von Amerika (USA) und Zypern.